# Gefecht bei Dirschau (1807)
Schleiz – Saalfeld – Jena und Auerstedt – Lübeck – Großpolen – Czarnowo – Golymin – Pułtusk – Dirschau –  Allenstein – Preußisch Eylau – Ostrolenka – Stolp – Danzig – Kolberg – Guttstadt –Heilsberg – Friedland
Das Gefecht bei Dirschau oder Schlacht bei Tczew war eine militärische Konfrontation am 23. Februar 1807 zwischen französisch-polnischen und preußischen Truppen während des Vierten Koalitionskrieges.

## Hintergrund
Die allgemeinen Operationen der gegnerischen Hauptarmee waren nach der Schlacht bei Eylau (7./8. Februar 1807) zum Stillstand gekommen. Da Napoleon nunmehr von einer längeren Dauer des Feldzuges ausgehen musste, war ihm daran gelegen, vor dem Frühjahr und den zu erwartenden Operationen die noch im rückwärtigen Gebiet liegenden preußischen Festungen zu erobern. Dies betraf vor allem die Festung Danzig, mit deren Eroberung Marechal François-Joseph Lefebvre beauftragt wurde.
Bis zu diesem Zeitpunkt hatten nur kleine Einheiten polnischer Aufständischer unter General Jan Henryk Dąbrowski entlang der Weichsel gestanden und Ende Januar die Stadt Mewe besetzt. Am 27. Januar war es zu einem kurzen Scharmützel mit preußischen Einheiten um die Stadt Dirschau gekommen, das die Zugänge nach Danzig deckte.
Am 18. Februar stieß aus Stettin über Konitz kommend ein badisches Kontingent von 3.700 Mann unter Géneral Philippe Romain Ménard bei Mewe zu den polnischen Truppen. Gemeinsam rückten sie nach Norden vor. Um das Vorfeld der Festung Danzig zu verteidigen, wurde preußischerseits in aller Eile eine Abteilung von 590 Mann Infanterie, 31 Husaren und 2 Geschützen unter Major von Both entsandt. Er sollte Dirschau besetzen und sich so lange halten, bis eine weitere Abteilung vom 700 Mann Infanterie, 300 Mann Kavallerie und 4 Geschützen unter Major von Wostrowsky aus dem 9 Kilometer entfernten Mühlbanz herangekommen sei.

## Kämpfe
Am Morgen des 23. Februar 1807, um 9 Uhr, begann Dąbrowski den Angriff. Während er mit den Polen der 3. Division (Legia) die Stadt zunächst aus 12 Geschützen (sächsische Artillerie) beschießen ließ, bezogen die Badenser eine Stellung auf der Straße nach Danzig, um eventuelle Entsatzangriffe abwehren zu können.
Ein erster Sturm auf die Stadtmauer und das Tor schlug unter großen Verlusten fehl. Dąbrowski ließ nun die sächsische Artillerie im Direktschuss das Stadttor zerstören. Die Preußen brachten ihre beiden Kanonen an der entstandenen Lücke in Stellung und feuerten Kartätschen in die Kolonnen der neuerlich angreifenden Polen. Der Sturm auf die Stadt dauerte den ganzen Tag über, bis die Polen gegen 16 Uhr am Danziger Tor die preußische Verteidigung überwinden konnten. Es kam nun zu Kämpfen in den Straßen, wobei die Kirche und der Kirchhof den letzten Stützpunkt der Preußen darstellte. Auch die Einwohner der Stadt sollen sich an den Kämpfen auf den Wällen und in den Straßen beteiligt haben.
Major von Both und 150 Mann wurden gefangen genommen. 6 preußische Offiziere und 74 Mann waren gefallen. Etwa 270 Preußen gelang die Flucht über das Eis der Weichsel und die Rückkehr nach Danzig. Von den verbündeten Polen und Sachsen ist nur bekannt, dass sie 28 Offiziere verloren, von denen 9 gefallen waren. 360 verwundete Polen wurden nach Mewe transportiert.
Die Stadt selbst wurde nach dem Ende der Kämpfe von den siegreichen Polen geplündert. Als nördlich der Stadt Gefechtslärm zu hören war, war es deshalb schwierig, die polnischen Truppen zu sammeln und zur Unterstützung der Badenser einzusetzen. Die Abteilung des Majors von Wostrowsky war unterdessen zum Entsatz Dirschaus angerückt, hatte aber den Widerstand der Badenser nicht überwinden können. Nach dem Fall der Stadt blieb Wastrowsky nurmehr der Rückzug in Richtung Danzig.

## Folgen
Mit der Einnahme Dirschaus war ein geeigneter Ausgangspunkt für die Belagerung Danzigs in die Hand der Franzosen gefallen. Am 25. Februar traf Maréchal Lefebvre ein und übernahm den Oberbefehl. Sein Korps wuchs in den folgenden Tagen durch Verstärkungen auf über 12.000 Mann an, mit denen er bis zum 10. März die Belagerung von Danzig einleitete.
Während des Kampfes wurden General Dąbrowski und sein Sohn, Oberst Jan Michał, der zum Invaliden wurde, verwundet. Im Nachgang zur Einnahme von Dirschau wurden den polnischen Soldaten von Napoleon 14 Orden der Ehrenlegion verliehen. Er nannte das Gefecht um die Stadt „die erste polnische Schlacht“.